# مارکوس استیون
مارکوس استیون (انگلیسی: Marcus Stephen؛ زادهٔ ۱ اکتبر ۱۹۶۹) سیاست‌مدار و وزنه‌بردار سابق اهل نائورو است.
وی از سال ۲۰۰۷ تا ۲۰۱۱ رئیس‌جمهور نائورو و ۲۰۰۳ تا ۲۰۱۶ عضو پارلمان نائورو بوده‌است.
از افتخارات ورزشی استیون میتوان به شرکت در بازی‌های المپیک تابستانی ۱۹۹۲، ۱۹۹۶ و ۲۰۰۰ اشاره کرد.